# Os Abelhudos
Os Abelhudos foi um grupo musical infantil que surgiu no Festival dos Festivais, promovido pela Rede Globo em 1985, onde cantaram "O Dono da Terra".  
Entre os sucessos do grupo estão as músicas "As Crianças e os Animais", "Vampirinho", "Dia de Paraíso" e "Ao Mestre com Carinho".  
Junto com o Trem da Alegria e A Turma do Balão Mágico, dominaram o cenário nos anos 80, auge do gênero musical infantil no país. 
O grupo ganhou disco de ouro e constantemente, participavam de vários programas famosos à época na televisão, como o Cassino do Chacrinha e o Xou da Xuxa.

## História
O grupo surgiu no Festival dos Festivais, promovido pela Rede Globo em 1985, onde cantaram O Dono da Terra, música que viria a se tornar o maior sucesso da banda. A música foi um sucesso tão grande que todos achavam que Os Abelhudos ganhariam o festival, porém perderam para a música "Escrito nas Estrelas", de Tetê Espíndola, fato este que gerou controvérsias.
Da primeira formação do grupo Rodrigo e Diego são filhos de Renato Corrêa, integrante dos Golden Boys que atuava como produtor musical do grupo. Tatiana, filha do produtor Jorginho Ferreira (TV Globo) é irmã da cantora mirim dos anos 80 Gabriela Ferreira, ou simplesmente Gabriela, que teve como padrinho o cantor Roberto Carlos. Fez sucesso entre o público infantil e juvenil de 1986 até 1989.
Após muitos anos sem gravar, o ex-grupo, com os membros adultos e casados, prepararam a gravação de álbum inédito em 2006.
Em 2020, durante a pandemia mundial do Covid-19, Rodrigo, Diego e Renata se reunem remotamente e regravam em homenagem aos fãs a música "As Crianças E Os Animais". A música ganha video-clipe (gravado também remotamente por video-chamada) e posteriomente é upada nas plataformas digitais. Em 2021, o trio contente com o sucesso que a regravação surtiu, decidem regravar mais dois de seus sucessos "Dia de Paraíso" (Esta também com a gravação de um video-clipe, agora gravado com os integrantes unidos presencialmente) e "Prêmios e Castigos" ambas também disponibilizadas nas plataformas digitais. Durante este período, os três, participaram de Lives, apareceram em noticias de grandes portais e em matérias de TV. 
Todos os albúns do grupo em 2021 são disponibilizados remasterizados nas plataformas digitais de música. Neste mesmo ano o grupo ganha uma página oficial no Instagram.

## Atualmente
Rodrigo Saldanha tem duas filhas, Carolina e Beatriz. É engenheiro mecânico e viaja por todo o Brasil desenvolvendo projetos dentro da indústria petroquímica. Ele toca guitarra em shows com o pai e é crossfitter e surfista. 
Diego Saldanha é casado com Bianca e é administrador de empresas. Ele toca bateria com o pai e é compositor.
Renata Benévolo tem duas filhas e um filho e é estudante de nutrição. 
Tatiana, formada em jornalismo, relações públicas e pós-graduada em marketing e neurociência, é casada e tem um filho. Ela ainda segue na carreira musical e atua como digital influencer, entrevistadora e jurada. 
Danielle atualmente mora fora do país e é mãe de três meninas. 
Rafael se afastou da carreira musical e atualmente vive em anonimato. 
A formação inicial era um trio, com dois meninos e uma menina. As formações da banda foram:
- 1985: Tatiana, Rodrigo e Diego
- 1986: Renata, Rodrigo e Diego
- 1987: Renata, Rodrigo e Diego
- 1988: Renata, Rodrigo e Diego
- 1989: Rodrigo, Diego, Danielle e Rafael
- 2020: Renata, Rodrigo e Diego

## Discografia
| Faixas do álbum |
| --- |
| 1. Indagações do Jovenzinho Adriano o Vegetariano 2. O que a Gente Vai Ser Quando Crescer 3. Mosquito 4. O sol, o Amor e o Sonho 5. Pegar o Céu 6. Amigo Invisível 7. O Dono da Terra 8. Poeira do Céu 9. De Bem com a Vida 10. Esperança Criança 11. Paula e Bebeto |

| Faixas do álbum |
| --- |
| 1. Eu Quero é Brincar Toda Hora 2. Vovó Gatinha 3. Acho que Não Sei Brincar 4. Pequenos Deuses 5. Rabanete Radioativo 6. Prêmios e Castigos |

| Faixas do álbum |
| --- |
| 1. Patrulha do Coração 2. Salada Mista 3. Um Vampirinho 4. China Pau 5. Independente 6. As Crianças e os Animais 7. É 8. Pluft (O Fantasminha) 9. Robozinha Boa e Bonitinha 10. Eternamente Criança |

| Faixas do álbum |
| --- |
| 1. Dia de Paraíso 2. O Gato-Tô 3. Festinha de Arromba 4. Pra Te Ganhar 5. O Dragão e a Sereia 6. A Carta 7. O Herói 8. Meu Grande Amor 9. Paraíso 10. Era Pra Durar |

| Faixas do álbum |
| --- |
| 1. Ruas de Fogo 2. Tim Tim por Tim Tim 3. O Caçador de Aventura 4. Contos de Escola 5. Ao Mestre com Carinho 6. Manda Chuva 7. Tudo em Nome da Alegria 8. Pobre Menino Classe Média 9. Verde Verdinho |